# 아오키 가즈오

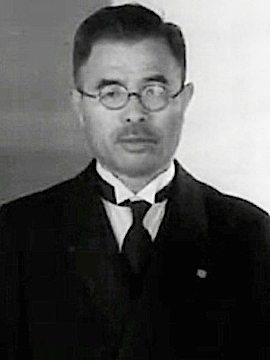
아오키 가즈오

아오키 가즈오(青木一男, 1889년 11월 28일 ~ 1982년 6월 25일)는 일본의 정치인으로, 1939년 8월 30일부터 1940년 1월 16일까지 아베 노부유키 내각에서 대장대신, 1942년부터 1944년까지 대동아대신을 지냈다. 사위 가토 이치로 (법학자)는 전 도쿄대학 총장이며, 손녀 고미야마 요코는 일본 국회의원으로 활동하고 있다.
아오키는 1889년, 나가노현의 농가에서 태어나, 1916년 도쿄제국대학 법학부를 졸업하고 대장성에 들어갔다.
여러 직책을 거쳐 1934년, 이재국장이 되었으며, 가야 오키노리, 이시와타 소타로와 함께 대장성의 특출한 세 인물이라 불렸다. 1937년 고노에 후미마로 총리의 요청에 따라 기획원에 창설에 참여해 차장에 취임하였고, 1939년, 총재 취임과 동시에, 귀족원 의원에 당선되었다.
1939년, 아베 노부유키 내각에 대장 대신 겸 기획원 총재로 첫 입각하였고, 왕징웨이 정권에의 특파 대사 고문으로서 난징에 부임해 경제 정책을 지도하였다. 1942년, 도조 내각에서 초대 대동아 대신에 임명되어, 대동아 회의 등의 시책을 전개하였다.
전후 A급 전범 용의자로 수용되었으나, 1948년에 석방되었다. 석방된 후에는 변호사로 일했으며, 추방 해제 후인 1953년, 제3회 참의원 의원 통상 선거에 자유당 소속으로 전국구에서 당선되어, 이후 네 차례 당선되었다.
1960년, 지바 사부로, 기무라 도쿠타로 등과 우파 집단 "소심회" (素心会)를 결성하여, 친 타이완파의 입장에서 일본과 중국 간의 국교 회복에 크게 반대하였다. 1968년, 나가노현 제2의 민간 방송 회사 나가노 방송이 설립되면서 초대 회장이 되었고, 1980년 은퇴할 때까지 이 지위에 있었다.

## 역대 선거 기록
|  | 0% |

|  | 0% |

|  | 0% |

|  | 0% |